# Rasaerba
I rasaerba sono macchine utilizzate in agricoltura.

## Tipologia
Ci sono varie interpretazioni della parola rasaerba che può essere usata per identificare:
- i tosaerba ovvero le classiche macchine sia a motore (elettrico o benzina) che senza, a spinta o semoventi, che prevedono un operatore dietro in piedi che le spinga e/o le segua camminando.
- il trattorino rasaerba ovvero una macchina di diverse dimensioni, semovente, con trasporto a bordo dell'operatore. Solitamente sono dotati di quattro ruote di cui le anteriori sono sterzanti; il piatto, a la lama singola o a più lame (2 / 3), si trova tra i due assi. Il motore è a benzina ed è indicato principalmente per il taglio non professionale del privato. L'altezza di taglio può essere variata agendo sul telaio, nei modelli più raffinati può essere regolata agendo su una leva manovrabile da bordo. Esistono molti produttori di trattorini, tra i più conosciuti vi sono Honda Power Equipment, John Deere, Stiga, MTD, Husqvarna, Gianni Ferrari e Grillo.
- le macchine rasaerba professionali sono macchine a motore, sia benzina che diesel, le prestazioni superiori offerte da questa tipologia di rasaerba sono ottenute adottando un telaio di maggiore robustezza e un diverso meccanismo per la trasmissione del moto, sia alle ruote che alle lame da taglio, si fa uso del cardano e di catene metalliche, soluzioni tecniche atte anche a ridurre gli interventi di manutenzione; sono impiegate per il taglio di spazi verdi importanti come campi sportivi, golf, ecc. Alcuni modelli sono a taglio frontale e carico diretto dell'erba, altri col classico taglio ventrale.
- i piatti rasaerba che sono quelle attrezzature che si occupano dell'effettivo taglio e che sono collegate a trattorini, trattori e macchine rasaerba in genere, si sta diffondendo negli ultimi tempi, una tipologia di piatto ottimizzato per effettuare il mulching, ovvero progettato per tagliare l'erba e sminuzzarla in finissime parti lasciandola sul terreno, un metodo di taglio iniziato negli Stati Uniti e diffuso poi anche in Europa. Questo metodo di taglio comporta due vantaggi, evita lo stoccaggio dell'erba tagliata e contemporaneamente la stessa, rientrando in breve nel ciclo biologico del terreno, fa da fertilizzante naturale. La prima casa di rasaerba che ha iniziato ad utilizzare la tecnologia "Mulching" è stata la Honda. Attualmente, però, quasi tutte le case produttrici di rasaerba, utilizzano la tecnologia Mulching.

## Storia
Il primo rasaerba fu brevettato in Inghilterra nel 1830. Edwin Beard stava lavorando in una fabbrica tessile a Stroud, Gloucester, dove aveva progettato una macchina per tagliare il panno destinato per alle uniformi delle Guardie. La sua idea rivoluzionaria fu di usarlo per tagliare l'erba. A quel tempo la gente pensava che fosse un pazzo per inventare un simile aggeggio, così dovette testare la macchina durante la notte in modo che nessuno potesse vederlo. (cit. http://www.lawnmowerworld.co.uk/).
I primi rasaerba con una certa diffusione sul mercato, apparvero solo dopo il 1920. In Europa la ATCO in Inghilterra e la Stiga in Svezia, furono tra le aziende di maggior successo.
Inizialmente erano rasaerba manuali, a spinta, avevano un rullo su cui erano applicate delle lame che permettevano il taglio dell'erba. Erano attrezzi molto pesanti e poco efficienti, ma anche molto innovativi, per l'epoca.
Intorno agli anni '40 del novecento, la casa produttrice Statunitense di motori di piccola cilindrata, a combustione interna, Briggs & Stratton, produsse il primo rasaerba a motore di successo. Pesava circa 60 kg ed era molto grande. Era dotato di un motore Briggs & Stratton da 80cc con albero motore orizzontale (Horizontal Shaft). Era un motore a benzina, 2 tempi. Fu una vera rivoluzione e da quel momento, altre famose marche di motori produssero rasaerba con le più disparate caratteristiche.
La grande diffusione in Europa si ebbe negli anni '60 del novecento. Anche con motore elettrico, abbastanza grandi, erano già un'innovazione ed un aiuto per chi il giardino di casa doveva tosarlo con la falce.
La prima ditta che importò in Europa dagli Stati Uniti i suoi motori fu la Briggs & Stratton. In quegli anni, però, i motori per tosaerba divennero a 4 tempi. L'albero a camme, situato nella coppa dell'olio, girava mediante un ingranaggio in fase con l'albero motore. Questo albero a camme faceva muovere le valvole che arrivavano dalla coppa fino alla testa del cilindro, collegate mediante un'apertura al carburatore e allo scarico. Erano valvole laterali al cilindro.
I motori 4 tempi, sui tosaerba ebbero un grandissimo successo. Questo perché si potevano portare ovunque senza avere il problema del cavo elettrico.
Ebbero successo i motori della casa Statunitense Tecumseh concorrente della già nota Briggs & Stratton. Utilizzava la stessa tecnologia di motore (4 tempi, con valvole laterali a bilanciere) ma a differenza dei Briggs & Stratton, costavano poco ma avevano una discreta qualità. Questi motori però avevano una scarsa lubrificazione, poiché non avevano una pompa dell'olio come i Briggs & Stratton, ma avevano un sistema di lubrificazione a sbattimento, ovvero il pistone, raggiungendo il PMI (punto morto inferiore) prendeva olio dalla coppa e lo portava nel cilindro, lubrificandosi. Se la coppa però non era completamente piena d'olio, il motore ad alti regimi, non riceveva una sufficiente lubrificazione, e non è raro trovare motori Tecumseh grippati o con la biella spezzata. In questi casi, la biella, spezzandosi, usciva dal blocco motore a forte velocità procurando un foro più o meno grande, nel blocco motore.
Nei primi anni del duemila, La Briggs & Stratton, progettò un nuovo tipo di motore per tosaerba e attrezzature da giardino.
Questa tecnologia prese il nome di OHV (Over Head Valve) ovvero valvole in testa. Questo motore aveva sempre un albero a camme nella coppa dell'olio, in fase con l'albero motore, ma le valvole, arrivavano fino alla testa del cilindro e lavoravano direttamente nel cilindro.
Questa tecnologia venne poi intrapresa anche da Tecumseh, John Deere, e alcune marche cinesi.
Nel 2001, la Tecumseh Engines fallì
In quegli anni però, in questo settore, si stava sviluppando un'altra marca famosa: La Honda.
All'inizio degli anni 2000, infatti, la Honda produsse dei motori OHV e produsse anche chassis di tosaerba per poter ospitare i suoi motori.
La vera rivoluzione, però, arrivò nel 2003 da Honda, che progettò un motore con una tecnologia mai utilizzata in questo tipo di motori.
Questa tecnologia prese il nome di OHC (Over Head Cam) quindi con albero a camme in testa. Questo motore funziona esattamente come un normale motore per automobili, infatti ha un albero a camme che lavora sulla testa del motore azionando le valvole che agiscono direttamente nel cilindro. Tutto questo è azionato da una cinghia di distribuzione che è collegata all'albero motore.
Honda però, ha sviluppato un innovativo sistema di frizione per i suoi rasaerba: Questo sistema permette di scegliere all'operatore, quando far muovere la lama e quando no. In questo modo si può fare una pausa o spostare oggetti in tutta sicurezza senza spegnere il motore.
Briggs e Honda hanno sviluppato due motori da applicare sui trattorini tosaerba: Sono motori V-TWIN ovvero con due cilindri a V. Sono motori efficienti e potenti riducendo i consumi rispetto ad un monocilindrico.
Il motore V-TWIN di Briggs & Stratton sviluppa la tecnologia OHV e ovviamente il motore V-TWIN di Honda sviluppa la tecnologia OHC che riduce i consumi rispetto all'OHV.
Briggs & Stratton, da circa due anni, ha sviluppato un'altra tecnologia. La tecnologia DOV, che sta per Direct Overhead Valves. Questo motore non ha un vero e proprio albero a camme ma ha un ingranaggio con una camma che gira insieme all'albero motore. Questa camma fa muovere le aste delle valvole che sono posizionate sotto al cilindro. Le aste delle valvole sono incrociate e le valvole agiscono direttamente all'interno del cilindro. Questa tecnologia garantisce meno consumi e dà più coppia al motore. Questo motore, infatti, è adatto per il taglio dell'erba alta e bagnata senza il rischio che si spenga.
I motori con questa tecnologia, però, sono ancora in fase di test e non sono concorrenziali con gli altri tipi di motore.